# Cohors I Bosporanorum
Die Cohors I Bosporanorum (oder Bosporiana) [milliaria] [equitata] [sagittariorum oder sagittaria] (deutsch 1. Kohorte der Bosporaner [1000 Mann] [teilberitten] [der Bogenschützen]) war eine römische Auxiliareinheit. Sie ist durch Militärdiplome, Inschriften und Arrians Werk Ἔκταξις κατὰ Ἀλάνοον belegt.

## Namensbestandteile
- Bosporanorum oder Bosporiana: der Bosporaner. Die Soldaten der Kohorte wurden bei Aufstellung der Einheit auf dem Gebiet des von Rom abhängigen Bosporanischen Reichs rekrutiert.

- milliaria: 1000 Mann. Je nachdem, ob es sich um eine Infanterie-Kohorte (Cohors milliaria peditata) oder einen gemischten Verband aus Infanterie und Kavallerie (Cohors milliaria equitata) handelte, lag die Sollstärke der Einheit entweder bei 800 oder 1040 Mann. Der Zusatz kommt in der Notitia dignitatum vor.

- equitata: teilberitten.[A 1] Die Einheit war ein gemischter Verband aus Infanterie und Kavallerie.

- sagittariorum oder sagittaria: der Bogenschützen.

Die Einheit war eine Cohors milliaria equitata. Die Sollstärke der Einheit lag daher bei 1040 Mann, bestehend aus 10 Centurien Infanterie mit jeweils 80 Mann sowie 8 Turmae Kavallerie mit jeweils 30 Reitern.

## Geschichte
Die Kohorte war in der Provinz Cappadocia stationiert. Sie ist auf Militärdiplomen für die Jahre 99 bis 101 n. Chr. aufgeführt.
Die Einheit wurde unter Augustus aufgestellt und war ab der Mitte des 1. Jhd. in Galatia stationiert. Durch ein Militärdiplom ist sie erstmals 99 in der Provinz Galatia et Cappadocia nachgewiesen. In dem Diplom wird die Kohorte als Teil der Truppen (siehe Römische Streitkräfte in Cappadocia) aufgeführt, die in der Provinz stationiert waren. Ein weiteres Diplom, das auf 101 datiert ist, belegt die Einheit in derselben Provinz. Danach war sie Teil der Streitkräfte, die Arrian für seinen Feldzug gegen die Alanen (Ἔκταξις κατὰ Ἀλάνοον) um 135 mobilisierte. Arrian erwähnt in seinem Bericht eine Einheit, die er als οἱ Βοσπορανοί bezeichnet.
Letztmals erwähnt wird die Einheit in der Notitia dignitatum mit der Bezeichnung Cohors miliaria Bosporiana für den Standort Arauraca. Sie war Teil der Truppen, die dem Oberkommando des Dux Armeniae unterstanden.

## Standorte
Standorte der Kohorte waren möglicherweise:
- Arauraca: Die Einheit wird in der Notitia dignitatum für diesen Standort aufgeführt.

## Angehörige der Kohorte
Folgende Angehörige der Kohorte sind bekannt.

### Kommandeure
| - C(aius) Caristani[us] Fronto Caesianus Iullus, ein Präfekt (AE 1914, 260, AE 2001, 1918) - Gaius Hosidius Severus, ein Präfekt - Flavius Varus Calvisianus Hermocrates, ein Präfekt (AE 1893, 99) - Lamprocles | - Marcus Aemilius Pius, ein Präfekt - Tiberius Claudius Ilus, ein Präfekt (CIL 10, 270*) - Τιβ. Κλαυδιος Κρισπιανος, ein επαρχος - Τιτος ΦΛαουιος Ουαριος Καλουησιανος (IGR 4.1323) |